# Cochranella nola
Cochranella nola là một loài ếch thuộc họ Centrolenidae.
Đây là loài đặc hữu của Bolivia.
Môi trường sống tự nhiên của chúng là vùng núi ẩm nhiệt đới hoặc cận nhiệt đới và sông ngòi.